# Anna Borisoglebskaya
Anna Ivánivna Borisoglebskaya (en ucraniano: Ганна Іванівна Борисоглібська; Sébezh, 26 de diciembre de 1867- Kiev, 29 de noviembre de 1939) fue una actriz ucraniana y Artista del Pueblo de la RSS de Ucrania (1936).

### Juventud
Anna Borisoglebskaya nació en 1868, en la ciudad de Sébezh en la Gobernación de Vitebsk (actual Pskov). Borisoglebskaya pasó su infancia en la ciudad de Izium en la gobernación de Járkov y recibió su educación en la Escuela de la Sociedad de Beneficencia de Járkov. En 1886 se presentó a un examen para ser maestra en la Universidad de Járkov y ese mismo año comenzó a dar clases en la aldea de Novosélivka, en el uyezd de Izium. 
Borisoglebskaya murió el 29 de septiembre de 1939, en Kiev. Fue enterrada en el Cementerio de Baikove de Kiev, y su tumba es mantenida por la Unión de Actores de Teatro de Ucrania.

### Carrera profesional
Desde su infancia, Borislebskaya mostró interés por el teatro. Subió al escenario profesional en 1888 con la invitación de Marko Kropivnitski. Borislebskaya trabajó con la compañía de Kropivnitski hasta 1902, después pasó cuatro años con la compañía de Panas Saksahanski e Iván Karpenko-Karyi. En 1906-1907, realizó giras con las compañías de Shchepkin y Kolesnichenko. De 1907 a 1917, trabajó en el teatro fijo de Kiev, dirigido por Nikolái Sadovski.
En el teatro creó una rica galería de vívidos personajes escénicos: Rindichka, Teklya, Gapka, Varvara (Durante la inspección, Hasta que salga el sol, el rocío se come los ojos, Zaydigolova, Chmyr, de Marko Kropivnitski), Sekleta, Vustya (Persiguiendo a dos liebres, Oh, Grits, no te vayas... de Mijáilo Staritski), Hanna (Talentosa de Karpenko-Karyi), Madre (en las obras Sueta de Iván Karpenko-Karyi y La canción del bosque de Lesya Ukrainka), Steja (Nazar Stodolya de Tarás Shevchenko), Shkandybiha (Limerivna de Panas Mirni), Mazaylija (Mina Mazaylo de Mikola Kulish).
En 1919, Borisoglebskaya se convirtió en una de las fundadoras del Primer Teatro Dramático Estatal Ucraniano que lleva el nombre de Tarás Shevchenko (actualmente en la ciudad de Dnipró, conocido como teatro dramático académico Tarás Shevchenko). De 1920 a 1925, estuvo en Ucrania occidental, donde actuó con varias compañías teatrales, especialmente con Orel-Stepnyak.
Desde 1925 hasta el final de su vida, trabajó en el teatro dramático académico nacional Iván Frankó de Kiev. Aquí creó personajes en obras como: Oryna ("97" de Kulish), Klara ("Miedo" de Afanasyev), Marfa, Varvara ("Verdad", "Bohdan Khmelnytsky" de Korniychuk).